# 雀鷹滑翔機
雀鷹滑翔機（德語：Rhönsperber)是漢斯．雅各布於1935年設計出雀鷹滑翔機，並於同年首飛。該機被視為當時德國最先進的滑翔機，並因此生產大約100架。

## 發展
1933年，位於達姆施塔特的德國滑翔機飛行研究所關閉後，亞歷山大·利皮什於1935年邀請漢斯·雅各布斯擔任Deutsche Forschungsanstalt für Segelflug(DFS)的滑翔機首席設計師。雀鷹與其早期的作品禿鷹滑翔機在基礎設計上大致相似，但整體體積放大，並將駕駛艙封閉。由於該機具有較大的縱橫比，因此在1935年首飛後的幾年裡，雀鷹滑翔機都被視為德國最好的競賽滑翔機。
禿鷹的機翼位於駕駛艙上方，限制了飛行員的視野。而該問題在雀鷹上得到解決，雀鷹的機翼降低到機身中部。該機機身完全採用木材和織物製成，機翼圍繞單個翼梁建造。翼梁前方以及機翼前緣周圍覆蓋有膠合板，形成抗扭轉的D-box。翼梁尾部則採用飛機織物覆蓋。每個機翼都有兩個部分，一個平行弦中心部分和一個雙直錐形外板，末端有半橢圓形尖端。唯一的二面角5°位於中心部分，形成鷗翼。減速版集中放置在上部中心部分表面上，織物覆蓋的副翼填充了外板的後緣。.
機身採用層板覆蓋，橫斷面呈淚滴狀，深入寬敞的駕駛艙周圍。飛機座艙罩採用多框架結構，擋風玻璃相當直立。固定玻璃向後延伸到中翼和前部，包括螢幕、儀表和機身的一小部分周圍部分，鉸鏈位於右舷以便進入。狹窄的尾翼也被層覆蓋，但尾翼的其餘部分是木框架上的織物。舵與尾翼一樣，呈直錐形，尖端呈圓形；它向下延伸到龍骨。直錐形水平尾翼和升降舵放置在機身頂部，升降舵具有用於方向舵運動的切口。雀鷹沒有起落輪，只有一個從機頭延伸至中弦後方的彎曲滑板，以及一個整體式、明顯的尾部保險桿。
由於DFS只建造了原型機，雀鷹滑翔機的建造由位於路德維希港的Flugzeugbau Schweyer承擔，該公司生產了大約一百架。

一架民用雀鷹滑翔機（平民註冊號 NC17898）以編號TG-19（s/n 42-57165）加入美國陸軍航空軍服役。

### 延伸閱讀
.   [2 December 2012].
Partington, Dave. . Air Britain (Historians) Ltd. 2010. ISBN 978-0-85130-425-0.
Ogden, Bob. . Air Britain (Historians) Ltd. 2009: 424. ISBN 978 0 85130 418 2.
 (PDF). Soaring. April 1937: 4  [2 December 2012]. （原始内容存档 (PDF)于2024-11-29）.
.   [1 December 2012]. （原始内容存档于2024-08-17）.

## 外部連結
- Göttingen 535 airfoil
- Göttingen 409 airfoil